# 钝叶酸模
钝叶酸模（学名：Rumex obtusifolius），又名大羊蹄，为蓼科酸模屬下的一种多年生草本植物，高40—150（16—59英寸），分布于各大陆温带地区。其种子传播速度很快、环境适应能力强、根系发达，是一种入侵植物。